# Stazione di Genova Borzoli
La stazione di Genova Borzoli è una stazione ferroviaria della tratta Acqui Terme-Ovada-Genova, tratto meridionale della linea storicamente denominata Asti-Genova, che serve il quartiere genovese di Borzoli.

## Storia
La stazione, in origine denominata semplicemente "Borzoli", venne attivata il 17 giugno 1894 come parte della tratta da Ovada a Genova della linea Asti-Genova.
Nel 1926, in conseguenza dell'aggregazione a Genova dei comuni limitrofi, la stazione assunse la nuova denominazione di "Genova Borzoli".
Per un breve periodo nel 2006 venne ridimensionata a fermata impresenziata.
Nel 1999 la stazione di Genova Borzoli fu oggetto di un importante restyling: il fabbricato viaggiatori, come le strutture di stazione adiacenti vennero ristrutturate, con il cambio degli infissi e la ridistribuzione degli spazi interni; il 2° marciapiede venne demolito e venne costruito il 3° marciapiede, mentre il 1° venne rifatto; venne costruito un nuovo parcheggio e un sottopassaggio accessibile tramite rampe. 
Intorno al 2003 furono attivati alcuni servizi in stazione come la nuova sala d'attesa con l'emettitrice di biglietti automatica e una fontana pubblica.
Intorno al 2005 i servizi igienici della stazione sono stati chiusi perché non a norma, i locali risalgono agli anni '70 e necessitavano di importanti lavori di ristrutturazione. Nel 2011 la biglietteria automatica venne rimossa.
Fino al 2018 il locale utilizzato come sala di attesa era in realtà l'atrio di accesso agli alloggi del fabbricato viaggiatori: questo non dava acceso alle banchine e non disponeva di altoparlanti per l'annuncio dei treni. Data la scarsa funzionalità e degrado, questa è stata chiusa.
Il progetto di Potenziamento della linea Acqui Terme/Alessandria-Ovada-Genova prevede una serie di interventi di natura infrastrutturale distribuiti sulle tratte e sugli impianti, finalizzati all’incremento degli indici di regolarità e affidabilità, e al miglioramento diffuso dell’accessibilità e vivibilità nelle stazioni. In particolare, la stazione di Genova Borzoli è stata oggetto di una ristrutturazione di alcuni locali interni del fabbricato viaggiatori, con la creazione di una nuova sala d’attesa.

## Strutture e impianti

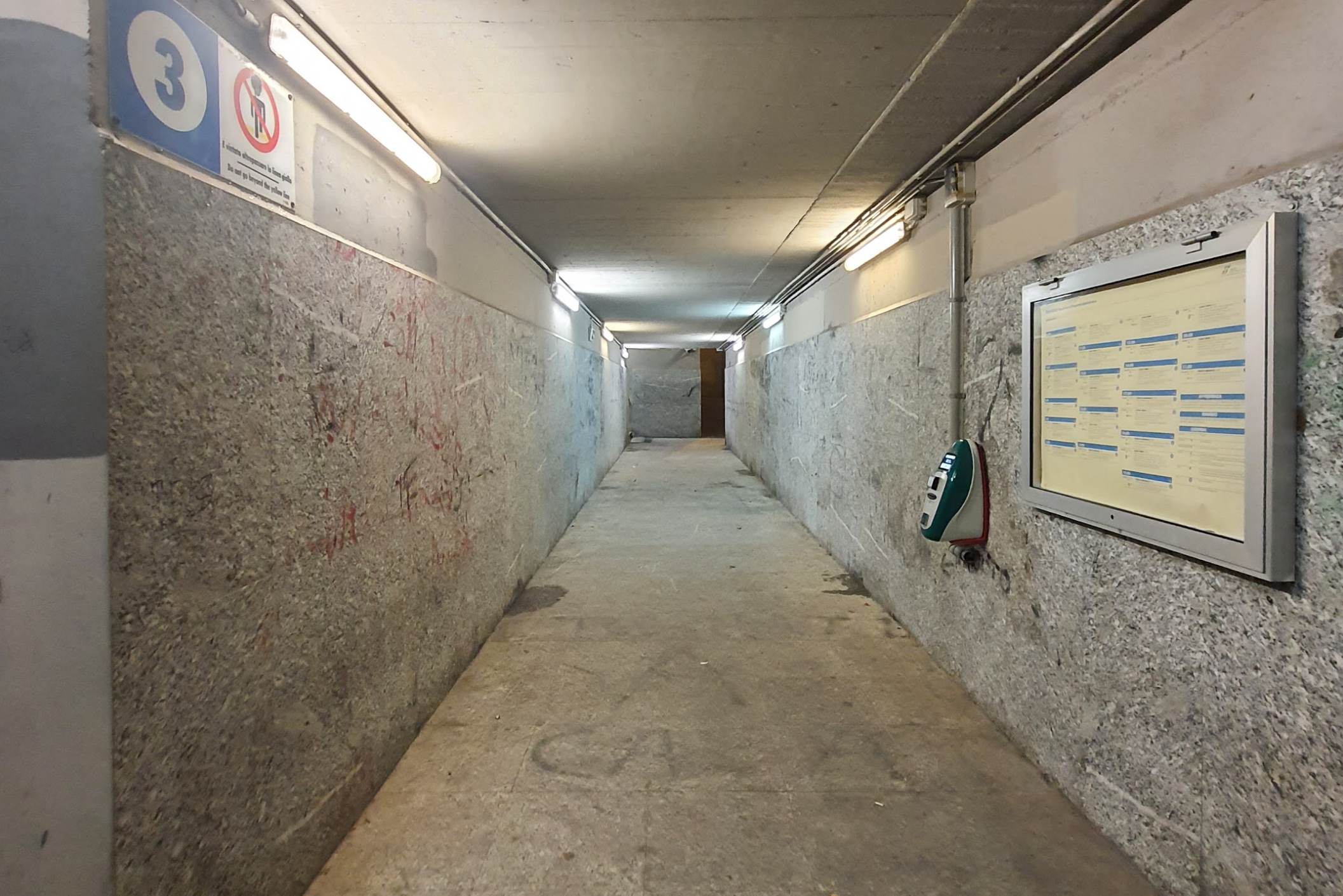
Il nuovo sottopassaggio

La stazione è dotata di un fabbricato viaggiatori composto da 4 piani: le cantine, il piano del ferro – che ospita l'atrio d'accesso agli alloggi del fabbricato, la sala ACS, l'ufficio movimento, un magazzino e il primo e secondo piano utilizzati come alloggi. 
Sono presenti altre due strutture ad un piano solo, la prima ospita la centrale elettrica, la seconda i servizi igienici e un magazzino.
La stazione è dotata di 3 binari e due marciapiedi, che servono il 1º e il 3º binario. I marciapiedi sono collegati tra di loro da un sottopassaggio, accessibile anche con le rampe d'accesso per disabili e scale.

### Accessibilità
La stazione è dotata complessivamente di due binari a servizio dei viaggiatori con relative banchine.
La stazione è dotata dei seguenti servizi per l'accessibilità:
- Presenza di sistemi di informazione al pubblico sonori;
- Presenza di sistemi di informazione al pubblico visivi;
- Presenza di parcheggi con posti riservati;
- Percorso senza barriere (in piano e/o con rampa) fino al binario: 1 e 3.

## Movimento
La stazione è servita da tutte le corse regionali svolte da Trenitalia nell'ambito del contratto di servizio stipulato con la Regione Liguria, e vede il transito delle relazioni merci di collegamento fra il porto di Genova Voltri e il nord Italia.
Tutte le corse svolte da Trenitalia hanno origine/destinazione ad Acqui Terme e Genova Brignole.

## Servizi
La stazione è classificata da RFI nella categoria bronze e dispone dei seguenti servizi:
- Sala d'attesa

## Interscambio
La stazione dispone di:
- Fermata autobus (AMT Genova)